# 1912-es magyar birkózóbajnokság
Az 1912-es magyar birkózóbajnokság a tizedik magyar bajnokság volt. A bajnokságot március 24. és 25. között rendezték meg Budapesten, a Beketow Cirkuszban.

## Eredmények
| Versenyszám | Arany                       | Arany | Ezüst                     | Ezüst | Bronz                       | Bronz |
| ----------- | --------------------------- | ----- | ------------------------- | ----- | --------------------------- | ----- |
| Pehelysúly  | Stemmer József MTK          |       | Márton Károly MTK         |       | Márkus Ernő Budapesti AK    |       |
| Könnyűsúly  | Zólyomi Gyula MTK           |       | Miskey Árpád Budapesti AK |       | Ruzicska Gyula Budapesti AK |       |
| Középsúly   | Maróthy József Budapesti AK |       | Varga Béla Budapesti AK   |       | Ujlaki Sándor Törekvés SE   |       |
| Nehézsúly   | Fischer Tibor MTK           |       | Előd József MTK           |       | Kerekes László Debreceni TE |       |